# Jean-Pierre Ducos
Jean-Pierre Ducos, né le 13 décembre 1934, est un acteur français.

## Biographie
Jean-Pierre Ducos faisait la cour à la jeune Claude Jade dans le feuilleton Les Oiseaux rares, où il incarnait Paul Legrand, le professeur d'espagnol. Dans Nous n'irons plus au bois il jouait le rôle d'Anatole aux côtes de Richard Leduc et de Marie-France Pisier. Jean-Pierre Ducos retrouve Claude Jade dans Malaventure et dans L'Amour en fuite de François Truffaut, où il est Raoul Lecorps, l'avocat de Christine Doinel (Claude Jade) et le collègue de l'avocate Colette (Marie-France Pisier). Truffaut l'engage aussi pour La Chambre verte.
Ducos jouait entre 1976 et 1990 dans plusieurs films de Jean Charles Tacchella.

## Théâtre
- 1962 : La Charrue et les étoiles de Sean O'Casey, mise en scène Jean Dasté, Comédie de Saint-Étienne, Théâtre Montparnasse
- 1971 : Le Songe d'une nuit d'été de William Shakespeare, mise en scène Jean Gillibert, Théâtre de Chateauvallon
- 1972 : Le Poignard masqué d'Auguste Anicet-Bourgeois, mise en scène Jacques Seiler, Théâtre Hébertot
- 1981 : Ai-je dit que je suis bossu ? de François Billetdoux, mise en scène Roger Blin, Théâtre Montparnasse
- 1987 : En famille, on s'arrange toujours ! d'Alexandre Ostrovski, mise en scène Jacques Mauclair, Théâtre du Marais
- 1989 : L'Avare de Molière, mise en scène Jacques Mauclair, Théâtre du Marais

## Filmographie sélective

### Cinéma
- 1977 : Le Pays bleu de Jean-Charles Tacchella :  Noël
- 1978 : La Chambre verte de François Truffaut : Le Prêtre dans la chambre mortuaire
- 1978 : L'Amour en fuite de François Truffaut : L'avocat de Christine
- 1981 : Croque la vie de Jean-Charles Tacchella : L'invité-andalouse
- 1987 : Travelling avant de Jean-Charles Tacchella
- 1990 : Dames galantes de Jean-Charles Tacchella : Desportes
- 1992 : La Sentinelle d'Arnaud Desplechin : l'officier des douanes

### Télévision
- 1965 : Des fleurs pour l'inspecteur (Les Cinq Dernières Minutes, épisode no 36, TV) de Claude Loursais
- 1967 : Salle n° 8 de Robert Guez et Jean Dewever : un agent de police (ép. 56)
- 1968 : Les Compagnons de Baal de Pierre Prévert : Claudon
- 1969 : Les Oiseaux rares (feuilleton) : Paul Legrand, le professeur d'espagnol
- 1973 : La Ligne de démarcation - épisode 6 : Erretoranea (série télévisée) : Vignerte
- 1974 : Malaventure (série TV)   Monsieur seul - épisode : un inspecteur
- 1975 : Les Enquêtes du commissaire Maigret (série télévisée) épisode La Guinguette à deux sous de René Lucot
- 1979 : Mon ami Gaylord de Pierre Goutas (mini série TV) : Gérard
- 1980 : Petit déjeuner compris - Feuilleton en 6 épisodes de 52 min - de Michel Berny : Le marchand de tableaux
- 1990 : Tribunal : Épisode 210 : Lola mon amour : André Rioux